# Aspidistra patentiloba
Aspidistra patentiloba är en sparrisväxtart som beskrevs av Y.Wan och X.H.Lu. Aspidistra patentiloba ingår i släktet Aspidistra och familjen sparrisväxter. Inga underarter finns listade i Catalogue of Life.